# 出羽重遠
出羽 重遠（でわ しげとお、旧字体：出羽󠄀 重遠󠄁、1856年1月17日（安政2年12月10日） - 1930年（昭和5年）1月27日）は、日本の海軍軍人、華族。海軍大将正二位勲一等功二級男爵。

## 経歴
陸奥国の会津若松城下に、会津藩士である出羽佐太郎重信を父として誕生。幼名は房吉。戊辰戦争では白虎隊に属して戦った。戦後、父が会津松平家御用掛として上京したのに伴われ、秋月悌次郎らから教育を受けている。
明治11年（1878年）8月16日、海軍兵学寮（5期）を卒業。同期に三須宗太郎大将。
防護巡洋艦浪速の回航委員として英国出張を命ぜられ、航海長として帰国。防護巡洋艦高千穂の分隊長、巡洋艦高雄の副長、砲艦赤城の艦長など現場経験を重ねるとともに、海軍省第一局第一課長（後の軍務局第一課長）、大臣官房人事課長といった軍政関係に配置された。
日清戦争を西海艦隊参謀長として迎え、明治27年（1894年）12月27日、大佐に昇進すると同時に連合艦隊参謀長へ異動。連合艦隊司令長官である伊東祐亨中将の補佐にあたる。日清戦争後は再び軍務局第一課長、軍務局軍事課長を務める。明治31年（1898年）山本権兵衛が海軍大臣に就任するとその次官に望まれた。出羽は斎藤實を推薦し、自らは装甲巡洋艦常磐の回航委員長となった。明治33年(1900年)5月20日、少将へ昇進と同時に常備艦隊司令官に補され、続いて軍務局長兼軍令部次長という軍政軍令の要職を兼任する稀な経験をしている。

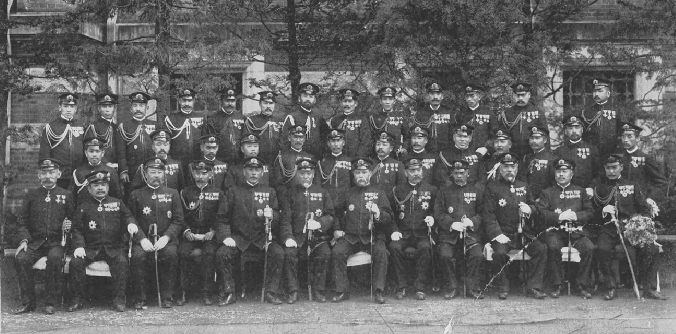
日露戦争凱旋式当日の海軍首脳 左4人目から順に
伊集院五郎、上村彦之丞、東郷平八郎、山本権兵衛、伊東祐亨、片岡七郎、出羽重遠、斎藤実、山下源太郎、中列左から6人目加藤友三郎

日露戦争に第三戦隊司令官として参戦。巡洋艦4隻を率いて、日本海海戦まで第一戦隊とともに第一艦隊に属して戦い、その後樺太作戦のために編成された第四艦隊の司令長官を務めた。日露戦争後、第二艦隊および佐世保鎮守府の各司令長官・教育本部長を務め、第一艦隊司令長官在任中の明治45年（1912年）7月9日大将へ昇進した。
それまで有栖川宮威仁親王以外の13人の海軍大将は全て旧薩摩藩出身者であり、加えて賊軍といわれた会津藩出身であったことから当時の新聞報道でも大きく扱われた。その後軍事参議官在任中にシーメンス事件査問委員長を務めている。

## 年譜
- 1872年10月3日（明治5年9月1日）、海軍兵学寮 入寮
- 1874年（明治7年）10月、高雄丸 乗組
- 1876年（明治9年）10月、筑波 乗組
- 1878年（明治11年）
  - 8月16日、任 海軍少尉補
  - 9月9日、扶桑 乗組
- 1879年（明治12年）2月7日、鳳翔乗組
- 1880年（明治13年）
  - 8月12日、任 海軍少尉
  - 12月4日、龍驤 乗組
- 1883年（明治16年）
  - 2月27日、任 海軍中尉
  - 10月4日、天城 乗組
- 1884年（明治17年）1月29日、浅間 乗組
- 1885年（明治18年）
  - 4月27日、浪速 回航事務取扱委員（英国出張）
  - 11月20日、浪速 航海長
- 1886年（明治19年）
  - 4月7日、任 海軍大尉
  - 6月26日、帰国
  - 10月15日、高千穂 分隊長
- 1887年（明治20年）10月27日、常備小艦隊司令官参謀
- 1889年（明治22年）7月29日、高雄 副長[5]
- 1890年（明治23年）
  - 3月1日、高雄 副長心得[6]
  - 10月16日、任 海軍少佐、高雄 副長
- 1891年（明治24年）6月17日、海軍省第1局第1課長
- 1893年（明治26年）
  - 5月20日、海軍省大臣官房人事課長
  - 9月12日、赤城 艦長
- 1894年（明治27年）
  - 5月5日、免 赤城 艦長、龍田 回航委員長[7]
  - 6月5日、龍田 艦長、英国出張[8]
  - 7月13日、警備艦隊参謀長心得
  - 7月19日、西海艦隊参謀長心得
  - 12月7日、任 海軍大佐、西海艦隊参謀長

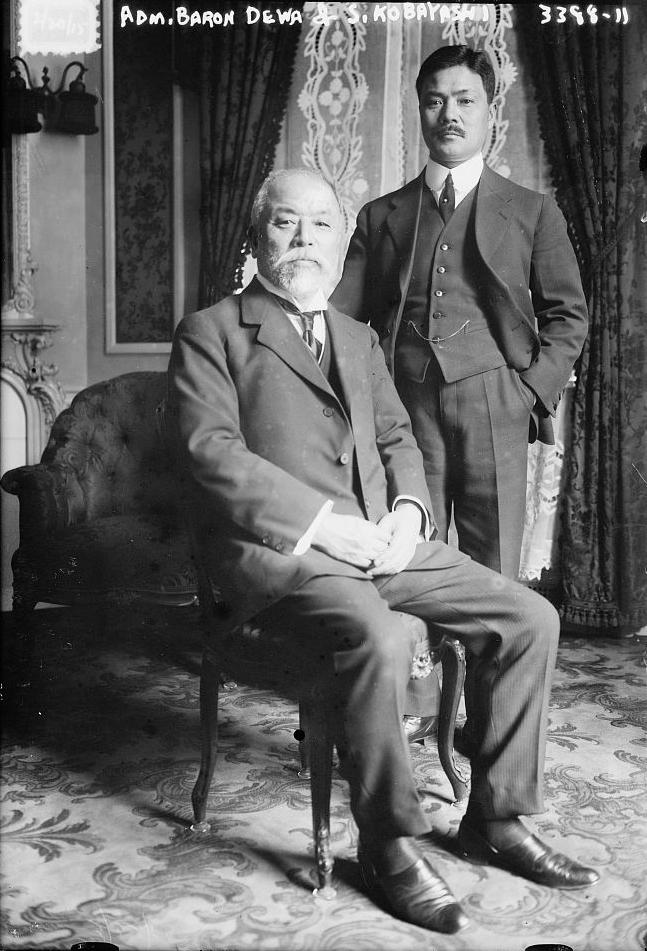
出羽重遠と小林躋造

- - 12月17日、常備艦隊参謀長・連合艦隊参謀長
- 1895年（明治28年）7月25日、海軍省軍務局第1課長
- 1896年（明治29年）5月27日、海軍省軍務局第1課長・臨時建築部部員
- 1897年（明治30年）
  - 4月1日、海軍省軍務局軍事課長[9]
  - 6月7日、賜 一級俸[10]
- 1898年（明治31年）
  - 4月5日、海軍省軍務局軍治課長 兼 臨時海軍建築部部員 免職。英国出張仰付。常磐回航委員長 任命[11]。
  - 10月3日、常磐艦長
- 1899年（明治32年）7月16日、帰国
- 1900年（明治33年）5月20日、任 海軍少将、常備艦隊司令官
- 1901年（明治34年）
  - 7月3日、横須賀鎮守府艦政部長
  - 10月18日、横須賀鎮守府軍法会議判士長 被免[12]
- 1902年（明治35年）10月29日、海軍省軍務局長・軍令部次長・海軍将官会議議員
- 1903年（明治36年）
  - 9月5日、免 軍令部次長
  - 10月27日、常備艦隊司令官
  - 10月29日、免 東京軍法会議判士[13]
  - 12月28日、第一艦隊司令官
- 1904年（明治37年）6月6日、任 海軍中将
- 1905年（明治38年）
  - 6月14日、第四艦隊司令長官
  - 12月20日、第二艦隊司令長官
- 1906年（明治39年）
  - 9月13日、伏見宮博恭王清国差遣に付き随行[14]
  - 11月22日、海軍教育本部長・将官会議議員
- 1907年（明治40年）7月20日、練習艦隊特命検閲使[15]
- 1908年（明治41年）5月26日、第2艦隊司令長官
- 1909年（明治42年）2月1日、佐世保鎮守府司令長官
- 1911年（明治44年）12月1日、第1艦隊司令長官
- 1912年（明治45年）7月9日、任 海軍大将
- 1913年（大正2年）12月1日、軍事参議官、免 第1艦隊司令長官[16]
- 1914年（大正3年）
  - 1月28日、シーメンス事件査問委員長
  - 3月20日、特命検閲使[17]
- 1915年（大正4年）1月7日、パナマ運河開通式、並びにパナマ太平洋万国博覧会開会式に帝国政府代表者として参列。小林躋造海軍中佐と上田良武海軍少佐が随行[18]。
- 1916年（大正5年）9月6日、特命検閲使[19]
- 1919年（大正8年）3月21日、特命検閲使[20]
- 1920年（大正9年）12月17日、後備役
- 1925年（大正14年）12月17日、退役
- 1937年（昭和5年）1月27日、薨去    享年74

## 家族
妻は会津藩士の大沼親誠の娘。妻の妹は海軍大将鈴木貫太郎夫人とよ。妻の弟が大沼龍太郎である。
長男の重夫は海軍兵学校（34期）出身の海軍軍人で、海軍大尉で死去。重夫の娘は寺垣猪三、與倉守之助（海軍機関少将）の養女となる。
次男の泰邦は海軍大将加藤定吉の養嗣子。
四男重芳は貴族院議員となった。
六男の常夫は北海道人の岩井鹿太郎の養子となり、飯野海運の監査役となった。

## 栄典・授章・授賞
位階
- 1886年（明治19年）7月8日 - 正七位[23]
- 1891年（明治24年）12月16日 - 従六位[24]
- 1894年（明治27年）12月28日 - 正六位[25]
- 1898年（明治31年）3月8日 - 従五位[26]
- 1900年（明治33年）8月8日 - 正五位[27]
- 1904年（明治37年）7月15日 - 従四位[28]
- 1906年（明治39年）7月30日 - 正四位[29]
- 1909年（明治42年）9月20日 - 従三位[30]
- 1912年（大正元年）10月10日 - 正三位[31]
- 1917年（大正6年）10月30日 - 従二位[32]
- 1921年（大正10年）1月10日 - 正二位[33]

爵位
- 1907年（明治40年）9月21日 - 男爵[34]

勲章等
| 受章年                     | 略綬 | 勲章名                       | 備考 |
| -------------------------- | ---- | ---------------------------- | ---- |
| 1890年（明治23年）5月30日  |      | 勲六等瑞宝章                 |      |
| 1894年（明治27年）11月24日 |      | 勲五等瑞宝章                 |      |
| 1895年（明治28年）9月27日  |      | 功四級金鵄勲章               |      |
| 1895年（明治28年）9月27日  |      | 双光旭日章                   |      |
| 1895年（明治28年）11月18日 |      | 明治二十七八年従軍記章       |      |
| 1900年（明治33年）5月31日  |      | 勲四等瑞宝章                 |      |
| 1901年（明治34年）7月19日  |      | 勲二等旭日重光章             |      |
| 1902年（明治35年）5月10日  |      | 明治三十三年従軍記章         |      |
| 1906年（明治39年）4月1日   |      | 功二級金鵄勲章               |      |
| 1906年（明治39年）4月1日   |      | 勲一等旭日大綬章             |      |
| 1906年（明治39年）4月1日   |      | 明治三十七八年従軍記章       |      |
| 1915年（大正4年）11月7日   |      | 金杯一組                     |      |
| 1915年（大正4年）11月7日   |      | 大正三四年従軍記章           |      |
| 1915年（大正4年）11月10日  |      | 大礼記念章                   |      |
| 1920年（大正9年）11月1日   |      | 金杯一組                     |      |
| 1920年（大正9年）11月1日   |      | 大正三年乃至九年戦役従軍記章 |      |
| 1930年（昭和5年）1月27日   |      | 旭日桐花大綬章               |      |

外国勲章等佩用允許
| 受章年                     | 国籍                         | 略綬 | 勲章名                     | 備考 |
| -------------------------- | ---------------------------- | ---- | -------------------------- | ---- |
| 1892年（明治25年）4月13日  | ロシア帝国                   |      | 神聖スタニスラス第二等勲章 |      |
| 1902年（明治35年）9月6日   | オーストリア＝ハンガリー帝国 |      | 戦章付鉄冠第二等勲章       |      |
| 1902年（明治35年）10月28日 | ロシア帝国                   |      | 神聖スタニスラス第一等勲章 |      |
| 1906年（明治39年）11月17日 | 大清帝国                     |      | 頭等第三双竜宝星           |      |
| 1910年（明治43年）4月14日  | 大韓帝国                     |      | 皇帝陛下南西巡幸記念章     |      |

## 関連書籍
- 星亮一『天風の海』（光人社、 1999年、 ISBN 4769809379）

| 軍職                       | 軍職                                                                                         | 軍職                     |
| -------------------------- | -------------------------------------------------------------------------------------------- | ------------------------ |
| 先代 上村彦之丞 伊集院五郎 | 第二艦隊司令長官 第2代：1905年12月20日 - 1906年11月22日 第4代：1908年5月26日 - 1909年12月1日 | 次代 伊集院五郎 島村速雄 |
| 先代 坂本俊篤              | 海軍教育本部長 第8代：1906年11月22日 - 1908年5月26日                                         | 次代 有馬新一            |
| 先代 有馬新一              | 佐世保鎮守府司令長官 第14代：1909年12月1日 - 1911年12月1日                                   | 次代 島村速雄            |
| 先代 上村彦之丞            | 第一艦隊司令長官 第6代：1911年12月1日 - 1913年12月1日                                        | 次代 加藤友三郎          |
| 日本の爵位                 |                                                                                              |                          |
| 先代 叙爵                  | 男爵 出羽（重遠）家初代 1907年 - 1930年                                                      | 次代 出羽重芳            |